# Музей дизайну Холон
Музей дизайну Холон це перший музей в Ізраїлю що присвячений Дизайну. Будівлю музею було створено за проектом ізраїльського архітектора і промислового дизайнера Рон Арад у співпраці з архітектором Бруно Аза. Музей розташований в східній частині нової галузі культури Холон, який включає Медіатеку (центральна бібліотека, театр, Сінематека). Поруч розташований факультет дизайну  технологічного інституту в Холоні.
Музей відкритий 3 березня 2010 року. Це перша будівля, яка була запланована і реально вибудувана Роном Арада.
Музей був відзначений журналом подорожей "Conde Nast Traveler" як один з нових чудес світу.

## Галерея

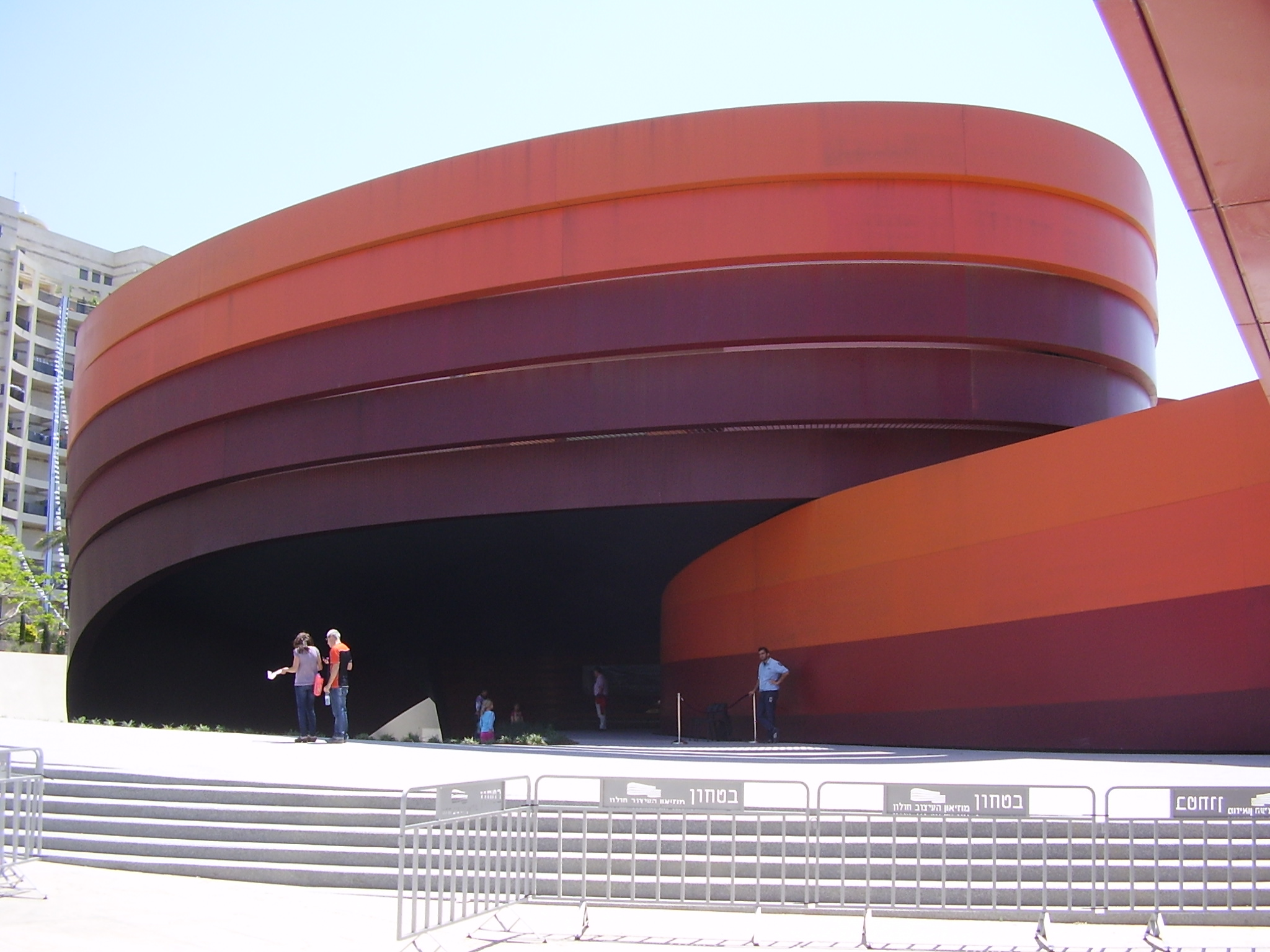
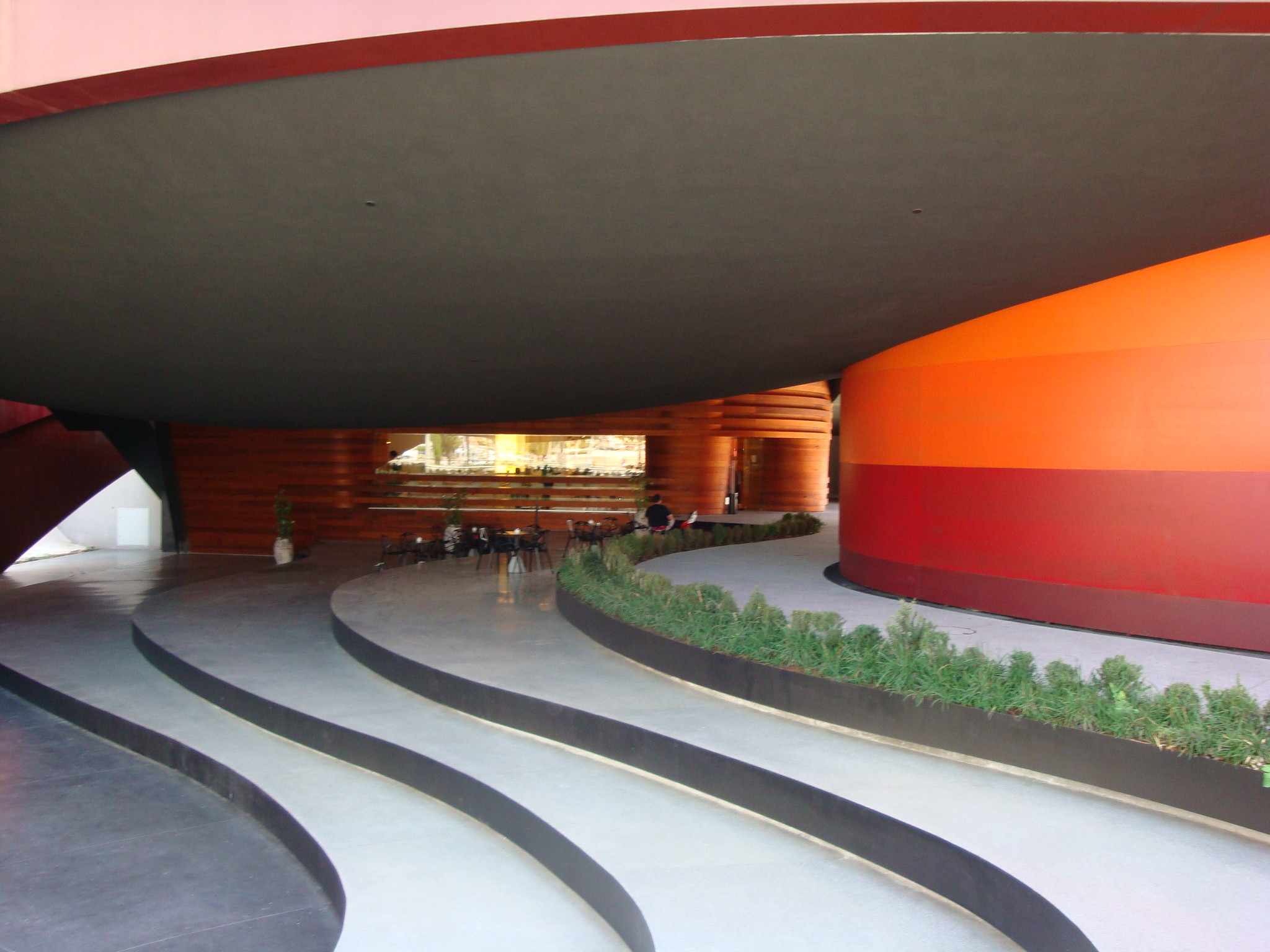
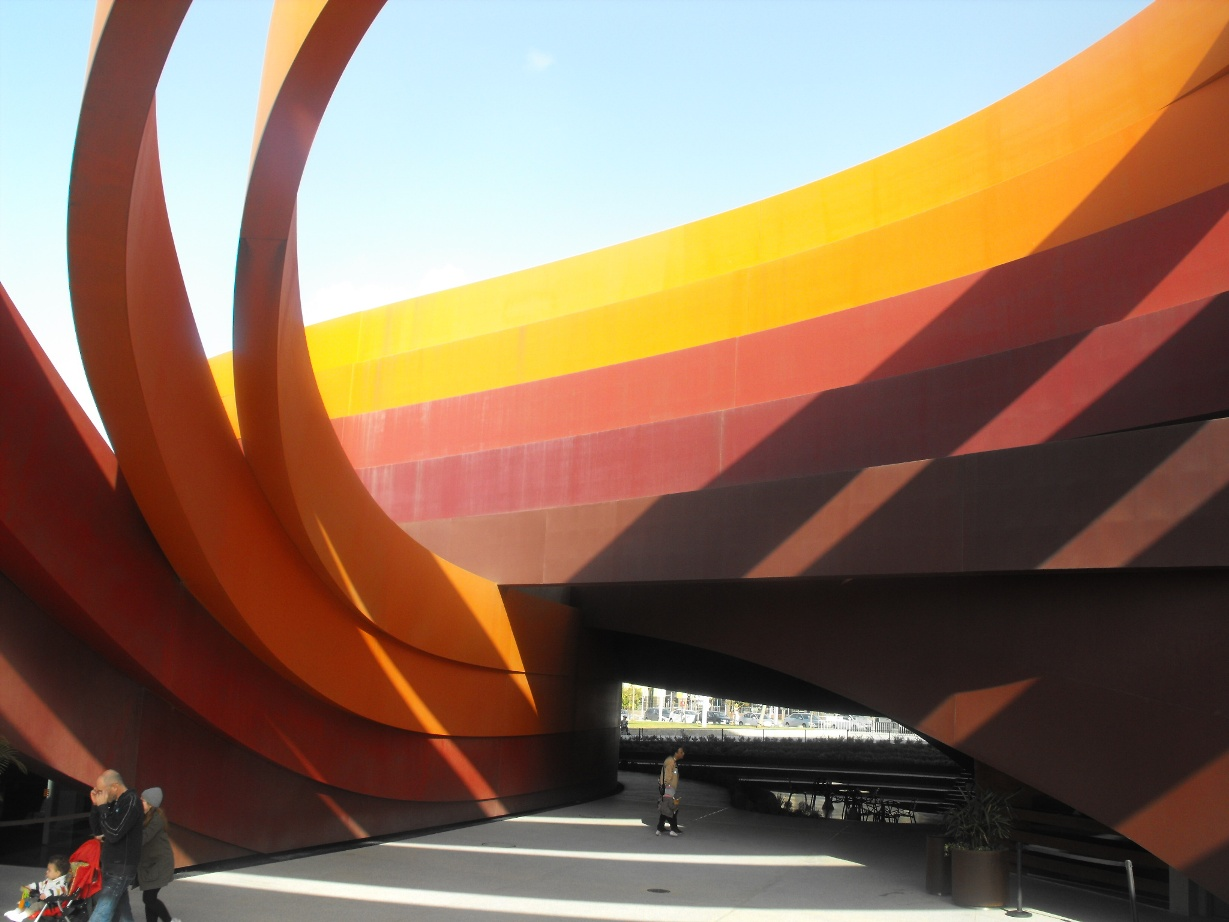
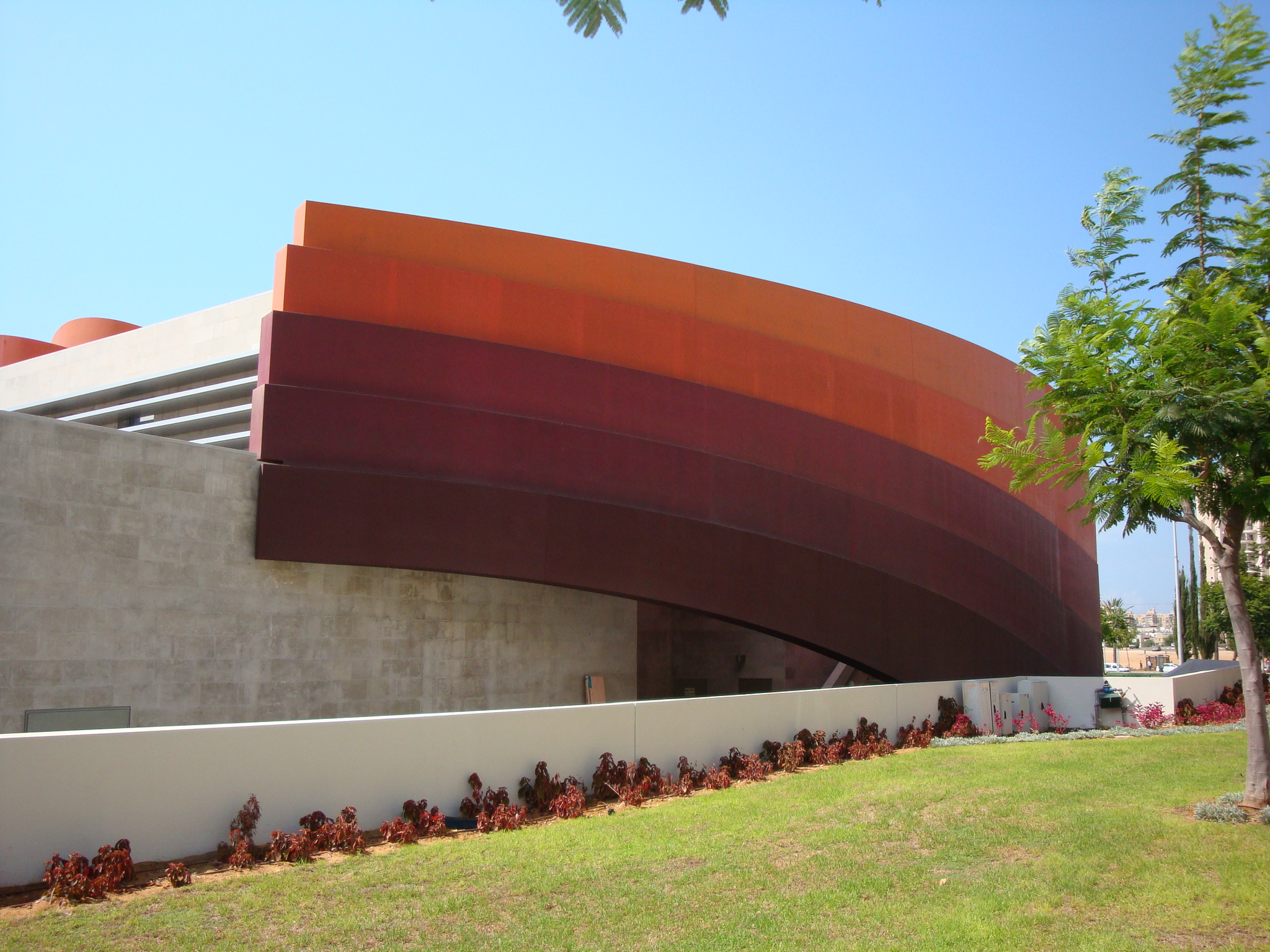
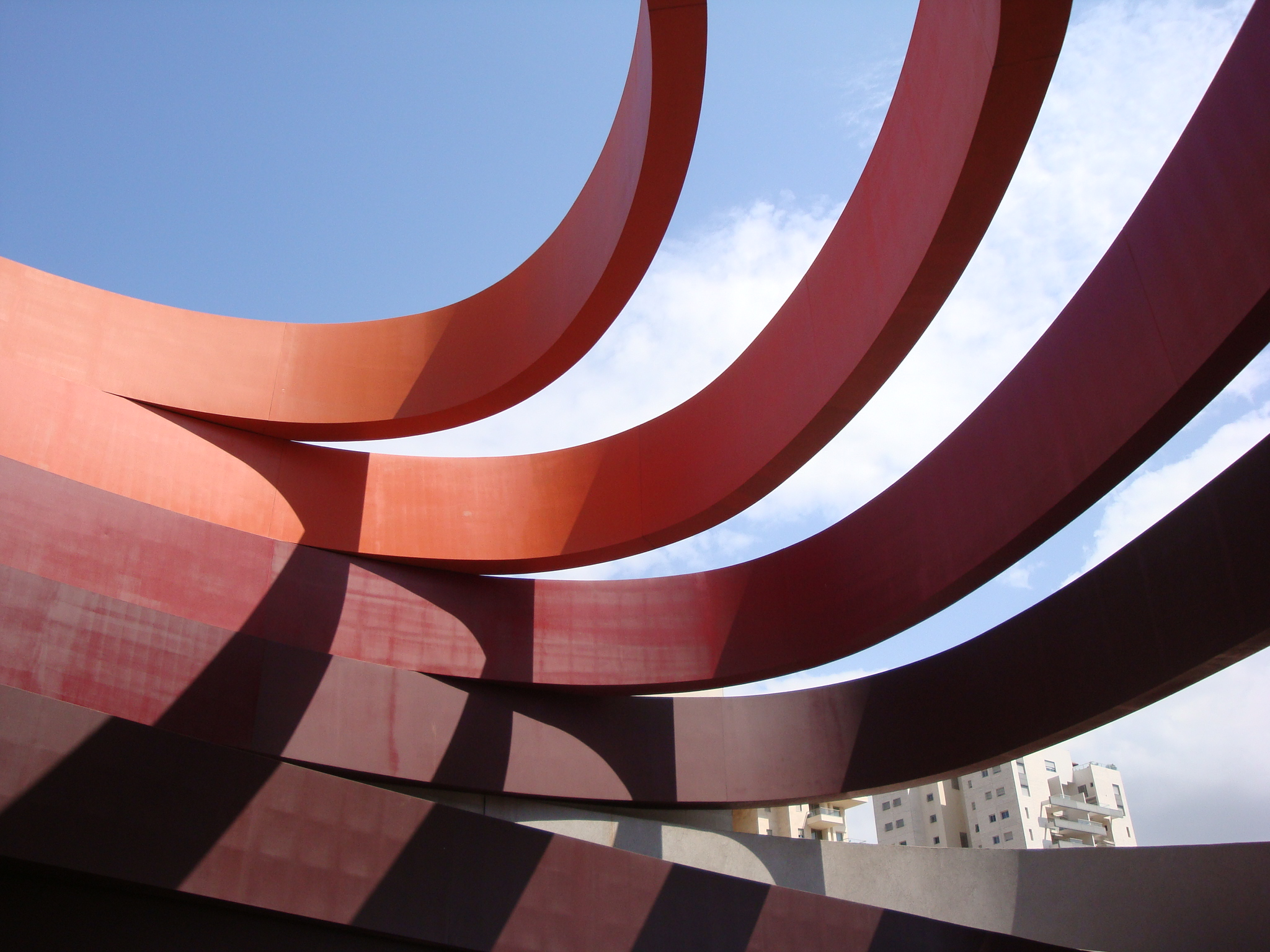
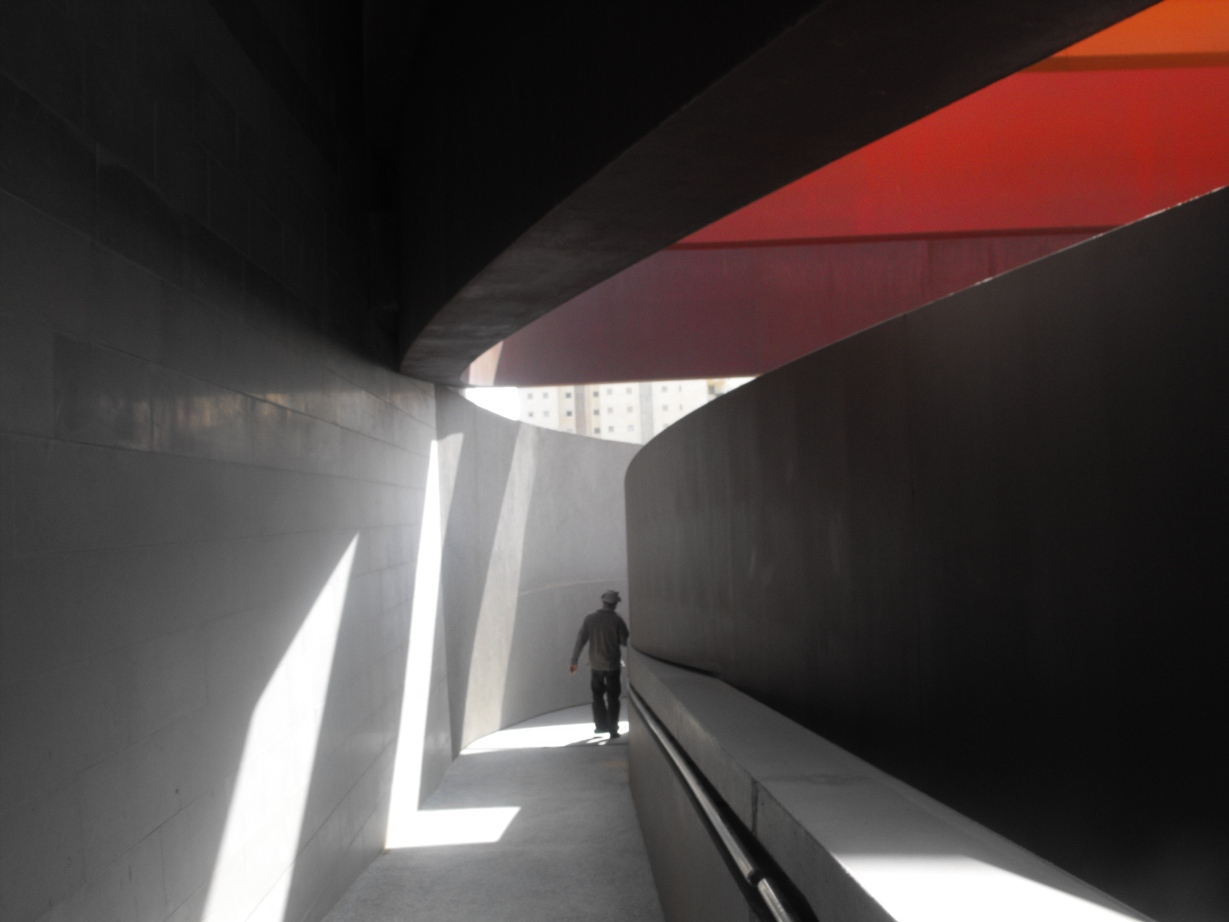